# Kapstadt E-Prix
Der Kapstadt E-Prix ist ein Automobilrennen der FIA-Formel-E-Weltmeisterschaft in Kapstadt, Südafrika. Er wurde erstmals 2023 ausgetragen. Kapstadt war die 27. Stadt sein, in der ein Formel-E-Rennen stattfand. Es wurde nach Marrakesch der zweite E-Prix auf dem afrikanischen Kontinent.

## Geschichte

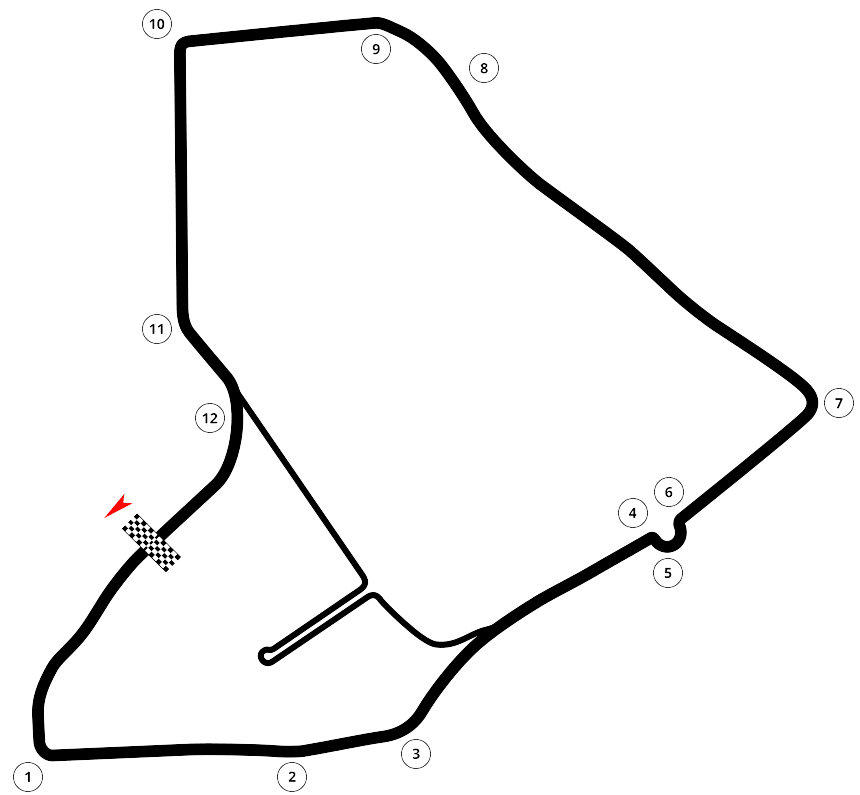
Die Formel-E-Rennstrecke in Kapstadt

Die FIA-Formel-E-Weltmeisterschaft plante, in ihrer Saison 2022 erstmals ein Rennen in Kapstadt auszutragen. Die Veranstaltung wurde wegen der COVID-19-Pandemie jedoch wieder aus dem Rennkalender gestrichen und auf 2023 verschoben. Die Strecke wird in der Nähe des ehemaligen Fußball-WM-Stadions von 2010 und des Signal Hills errichtet. Sobald das erste Rennen ausgetragen wird, soll ein Fünf-Jahres-Vertrag beider Parteien beginnen.

## Ergebnisse
| Auflage | Saison  | Strecke                  | Sieger                 | Zweiter          | Dritter      | Pole-Position   | Schnellste Runde |
| ------- | ------- | ------------------------ | ---------------------- | ---------------- | ------------ | --------------- | ---------------- |
| 1       | 2022/23 | Cape Town Street Circuit | António Félix da Costa | Jean-Éric Vergne | Nick Cassidy | Sacha Fenestraz | Jean-Éric Vergne |